# Urszulewka
Urszulewka – struga, prawy dopływ Skrwy o długości 3,38 km. Wypływa z Jeziora Urszulewskiego i płynie w kierunku wschodnim przez wsie Słupia i Karlewo. Uchodzi do Skrwy w okolicy wsi Dziki Bór na granicy województw: mazowieckiego i kujawsko-pomorskiego.
Powierzchnia zlewni wynosi 35,16 km², z czego 2,81 km² to bezpośrednia zlewnia, a 32,32 – zlewnia Jeziora Urszulewskiego.